# 受益者負担の原則
受益者負担の原則（じゅえきしゃふたんのげんそく、beneficiary-pays principle、user-pays principle）とは、原則として市場経済において、市場の失敗が生じない限り、利益を受けるもの（受益者）が市場で決まる価格を支払い（負担し）、その経費及び生産者への利益へ回す仕組みが最適となることを述べたものである。
基本的に受益者は、財・サービスの購入によって、その支払い額以上の便益（利益）を得る。

## 公共財の受益者負担
公共財に対しては、その定義である非排除性あるいは非競合性により、通常は市場の失敗が生じ最適が実現不可とされ、従って受益者負担の適用前提条件外と考えられている。
しかし、公共財の受益者に対しても受益者負担を適用する考え方も存在し、ある特定の公共財の建設や改良を行うことにより、特にその利益を受けるもの（受益者）が原則としてその利益に見合った経費を負担することをいう。
義務教育や一般道路、公衆衛生など広く一般に行われる行政サービス、公共工事に対し住民の能力に応じて負担する租税による負担とは異なるものである。なお、行政が受益者に負担を求める場合でも租税と同様に法的な根拠が必要とされる。なお、下記の道路特定財源制度は後に一般財源化された。